# Heulandiet

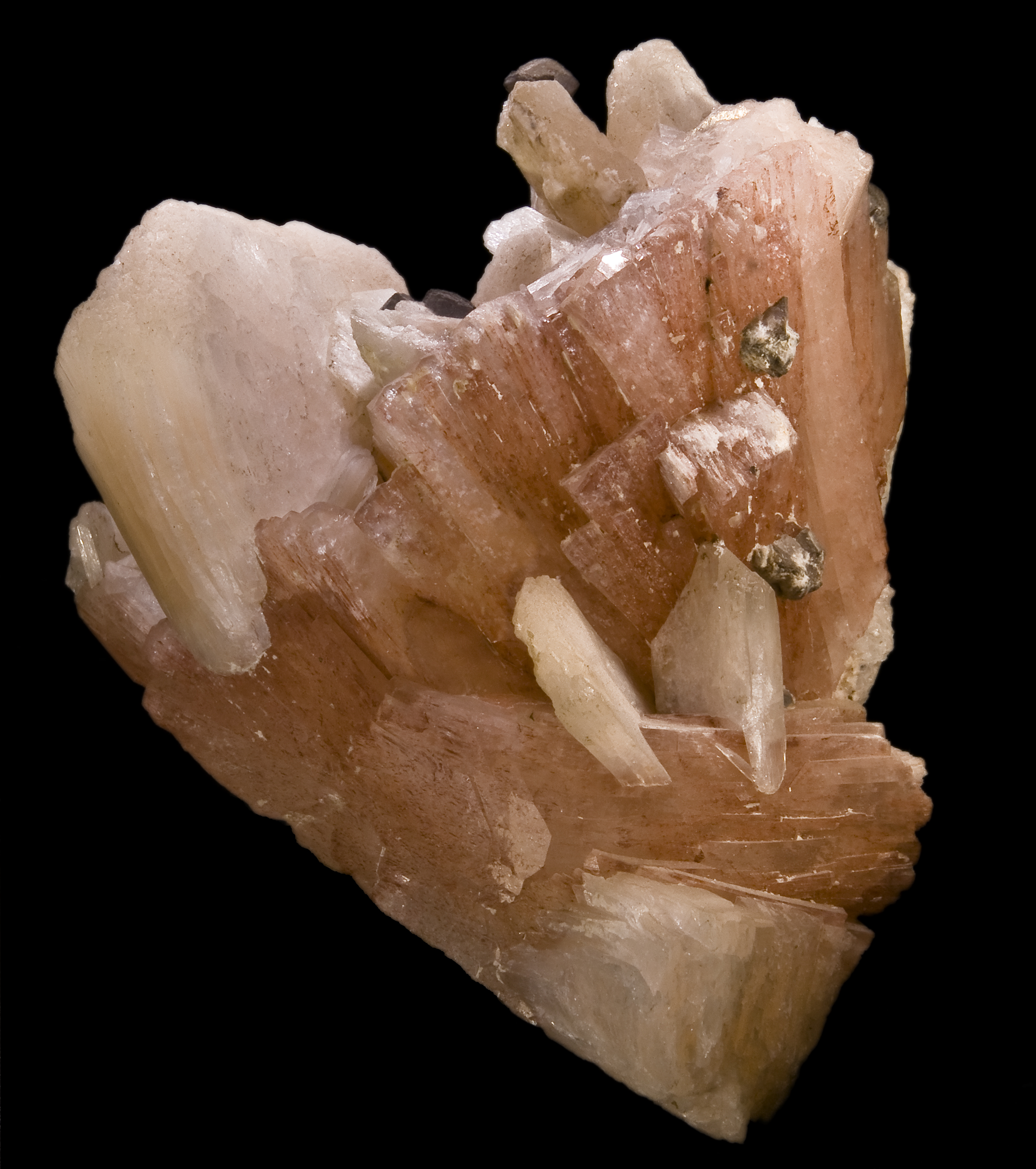
Heulandiet uit Indië

Heulandiet is de naam voor mineralen met de algemene molecuulformule (Ba,Sr,K,Ca,Na)2-3Al3(Al,Si)2Si13O36·12(H2O). Het zijn calcium-aluminium-tectosilicaten, een verbinding van tectosilicaten met calcium en aluminium. Het is gehydrateerd en het is een veel voorkomende zeoliet. Alle zeolieten zijn een tectosilicaat. De naam heulandiet komt van de mineralenverzamelaar John Henry Heuland (1778-1856) uit Engeland.
Er zijn verschillende vormen van, met de molecuulformule:
- (Ba,Ca,K)5(Si27Al9)O72·22H2O met barium
- (Ca,Na,K)5(Si27Al9)O72·26H2O met calcium
- (K,Ca,Na)5(Si27Al9)O72·26H2O met kalium
- (Na,Ca,K)6(Si,Al)36O72·22H2O met natrium
- (Sr,Ca,Na)5(Si27Al9)O72·24H2O met strontium

De samenstelling van heulandiet, dat behalve calcium een van deze elementen kan bevatten, bepaalt de precieze eigenschappen van het mineraal. Het is wit, geel, lichtrood, lichtbruin of lichtgrijs en het heeft een glas- tot parelglans en een witte streepkleur. Het heeft een monoklien kristalstelsel en een perfecte splijting volgens het kristalvlak [010]. De massadichtheid ligt tussen 2,2 en 2,35 kg/l, de hardheid is 3 tot 3,5 en de radioactiviteit van het mineraal is nauwelijks meetbaar.
Zoals andere zeolieten komt heulandiet in allerlei verschillende omgevingen voor: in dieptegesteente en metamorfe gesteenten, pegmatieten, tufsteen en sedimenten in de diepzee. De typelocatie voor de calciumvariant van heulandiet is Glasgow in Schotland.

## Lijsten
- Lijst van mineralen
- Lijst van naar een persoon genoemde mineralen